# Cameron Bright

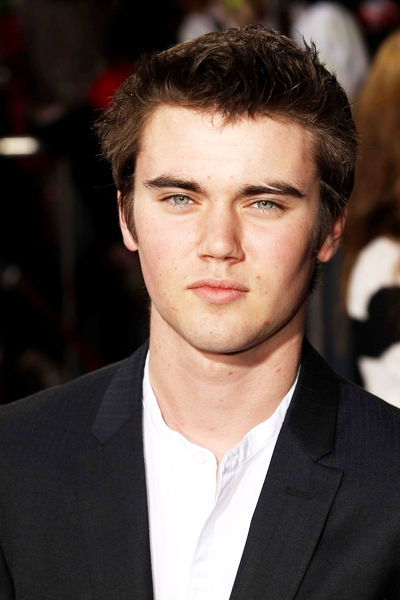
Cameron Bright

Cameron Bright (* 26. Januar 1993 in Victoria, British Columbia als Cameron Douglas Crigger) ist ein kanadischer Schauspieler.

## Leben
Cameron Bright begann 2000 mit der Schauspielerei. Seine erste größere Rolle hatte er 2004 in Butterfly Effect. Im gleichen Jahr spielte Bright an der Seite von Nicole Kidman in Birth sowie zusammen mit Robert De Niro und Greg Kinnear im Horrorfilm Godsend. 2005 war er in Thank You for Smoking und 2006 in Ultraviolet, X-Men: Der letzte Widerstand und Running Scared zu sehen.
Außerdem trat Bright in der Science-Fiction-Serie Stargate SG-1 in der zehnten und elften Episode der neunten Staffel in der Rolle des Orlin auf.

## Filmografie (Auswahl)
- 2002: Spuren in den Tod (My Brother’s Keeper)
- 2002: Lone Hero
- 2004: Butterfly Effect (The Butterfly Effect)
- 2004: Godsend
- 2004: Birth
- 2005: Thank You for Smoking
- 2005–2006: Stargate – Kommando SG-1 (Stargate SG-1, Fernsehserie, Episoden 9x10–9x11)
- 2006: X-Men: Der letzte Widerstand (X-Men: The Last Stand)
- 2006: Ultraviolet
- 2006: Running Scared
- 2007: Chaos unterm Weihnachtsbaum (Christmas in Wonderland)
- 2008: An American Affair
- 2009: Walled In
- 2009: New Moon – Biss zur Mittagsstunde (The Twilight Saga: New Moon)
- 2010: Eclipse – Biss zum Abendrot (The Twilight Saga: Eclipse)
- 2011: Armageddon 2012 – Die letzten Stunden der Menschheit (Earth’s Final Hours)
- 2011: Little Glory
- 2012: Goodnight for Justice: The Measure of a Man
- 2012: Breaking Dawn – Biss zum Ende der Nacht, Teil 2 (The Twilight Saga: Breaking Dawn – Part 2)
- 2013: Floodplain
- 2013–2014, 2016: Motive (Fernsehserie, 9 Episoden)
- 2015: Final Girl
- 2022: Conundrum: Secrets Among Friends

## Auszeichnungen (Auswahl)
- 2005: Critics’ Choice Movie Award in der Kategorie „Bester Jungdarsteller“ für seine Rolle in Birth (Nominierung)
- 2005: Saturn Award in der Kategorie „Bester Nachwuchsschauspieler“ für seine Rolle in Birth (Nominierung)
- 2005: Young Artist Award in der Kategorie „Bester Nebendarsteller in einem Spielfilm“ für seine Rolle in Birth (Nominierung)
- 2007: Critics’ Choice Movie Award in der Kategorie „Bester Jungdarsteller“ für seine Rolle in Thank You for Smoking (Nominierung)
- 2007: Young Artist Award in der Kategorie „Bester Hauptdarsteller in einem Spielfilm“ für seine Rolle in Running Scared (Nominierung)
- 2007: Young Artist Award in der Kategorie „Bester Nebendarsteller in einem Spielfilm“ für seine Rolle in X–Men: Der letzte Widerstand (Nominierung)
- 2008: Leo Award in der Kategorie „Best Supporting Performance by a Male in a Feature Length Drama“ für seine Rolle in Normal (Nominierung)
- 2008: Young Artist Award in der Kategorie „Bester Gastdarsteller in einer Fernsehserie“ für seine Rolle in 4400 – Die Rückkehrer – Episode 4.01 (Nominierung)